# Can Mulera
Can Mulera és una obra del municipi de Fogars de la Selva (Selva) inclosa en l'Inventari del Patrimoni Arquitectònic de Catalunya.

## Descripció
Can Mulera es tracta d'un mas de planta rectangular que consta de planta baixa i pis superior i que està cobert amb una teulada a dues aigües de vessants a façana. El mas està ubicat en un terreny regular.
La planta baixa destaca especialment el gran portal adovellat d'arc de mig punt, equipat amb unes dovelles de mida gran molt ben escairades i treballades. Flanquegen el portal dues grans moles d'un antic molí. Acompanyen el portal en la planta baixa tota una sèrie d'obertures totalment irrellevants. En el primer pis trobem sis obertures que comparteixen el mateix format i característiques compositives: són rectangulars, consten de llinda monolítica i muntants de pedra i estan complementades amb un ampit treballat. A l'extrem dret de la façana podem contemplar dos rellotges de sol. El del lateral en bastant mal estat, fins al punt que pràcticament ha desaparegut i el de la façana bastant deteriorat però tanmateix encara conserva la broca i la data de 1788 que fa al·lusió a una etapa constructiva que es va practicar en el mas. Remata la teulada una esvelta i simpàtica xemeneia que imita l'estructura d'un campanar, com així ho acredita tant les dues obertures aparellades per costat com la coberta piramidal.
Pel que fa al tema dels materials emprats, els murs estan completament arrebossats i pintats de blanc. Paral·lelament en la confecció de les dovelles i les llindes, muntants i ampits de les respectives obertures s'ha utilitzat una modalitat de pedra la naturalesa de la qual oscil·la entre sorrenca i calcària. Aquesta pedra ha estat molt ben treballada i escairada i els resultats els podem contemplar en les magnífiques dovelles regulars del portal de la planta baixa.
Amb el pas progressiu del temps el mas ha experimentat diverses ampliacions localitzades bàsicament en la part posterior i en la part esquerra. Aquest fet provoca que la masia que podem contemplar avui en dir evidencií una morfologia complexa i híbrida, fruit de les múltiples intervencions o de l'alta activitat constructiva que ha experimentat el mas al llarg de la història. Una activitat constructiva que s'ha traduït a la pràctica en l'habitatge construït en la part posterior i en les dependències de treball adossades en sengles costats de la masia original.
Tot i l'edat avançada que evidencia el mas, aquest presenta un bon estat de conservació i, per tant, no hi ha motius que hagin de fer patir per la seva integritat física.
Comparant fotografies antigues, com ara la de la fitxa del Servei de Patrimoni núm. 26.724, amb actuals podem observar que des del 1984 el mas no ha experimentat cap canvi dràstic ni significatiu, sinó tot el contrari, ja que a part de canvis puntuals el mas de Can Mulera segueix pràcticament igual.
Exempta trobem una construcció de planta quadrada i coberta a dues aigües de vessants a laterals la qual és emprada com a garatge o magatzem.

## Història
El nom de Falgars apareix citat en un document de l'any 922 relacionat amb l'església parroquial de Sant Cypriani et Santa Justa in villa Falgars.
L'any 974 el municipi es troba sota la tutela del papa Benet VI a través de Hildesind, abat de Sant Pere de Rodes. Posteriorment un precepte dictat per Lotari reafirma el 982 aquest lligam.
Més endavant el terme passà a dependre dels vescomtes de Girona, després vescomtes de Cabrera.
En una butlla papal de Lluci III del 1185, consta que el monestir de Breda tenia importants alous a la parròquia de Ramió.
Amb la divisió provincial del 1833 el municipi entrà dins la província de Barcelona, sent l'únic de La Selva que pertany a aquesta demarcació.